# Le Pin (Allier)
Pour les articles homonymes, voir Le Pin.
Le Pin est une commune française située dans le département de l'Allier, en région Auvergne-Rhône-Alpes.

## Géographie

### Localisation
La commune se situe dans les Basses Marches du Bourbonnais, à l'est du département de l'Allier, à environ 12 kilomètres au sud-ouest de Digoin.
Ses communes limitrophes sont :
|                        | Coulanges | Molinet                  |
| Monétay-sur-Loire      | Pin       | Saint-Léger-sur-Vouzance |
| Saint-Didier-en-Donjon |           |                          |

### Géologie et relief
La commune est classée en zone de sismicité 2, correspondant à une sismicité faible.

### Hydrographie
Le système hydrographique de la commune se compose essentiellement du Ruisseau du Pin et de ses ramifications.

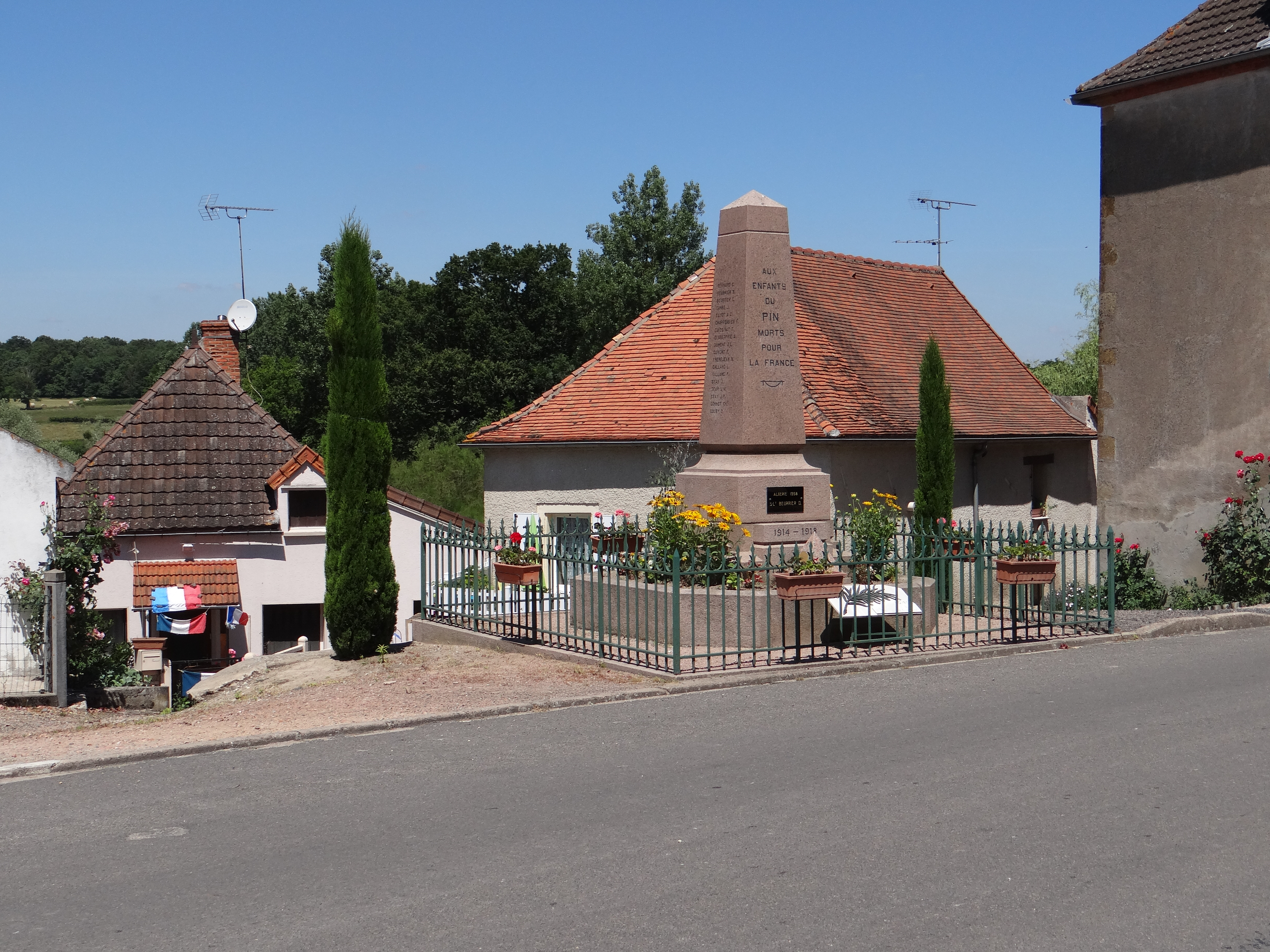
Monument aux morts.
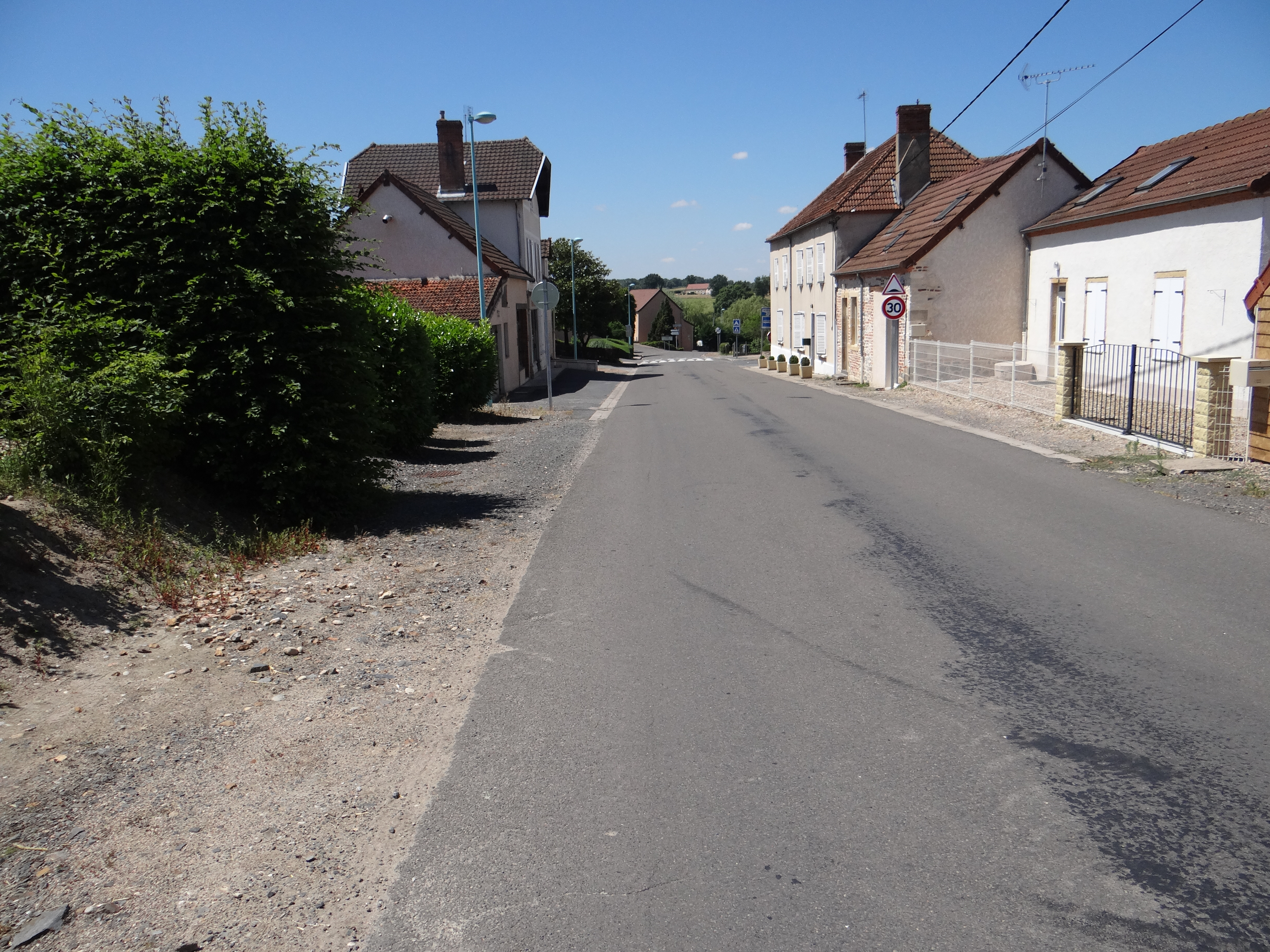
Rue principale.

### Climat
Pour des articles plus généraux, voir Climat d'Auvergne-Rhône-Alpes et Climat de l'Allier.
En 2010, le climat de la commune est de type climat océanique dégradé des plaines du Centre et du Nord, selon une étude du CNRS s'appuyant sur une série de données couvrant la période 1971-2000. En 2020, Météo-France publie une typologie des climats de la France métropolitaine dans laquelle la commune est exposée à un climat océanique altéré et est dans la région climatique Centre et contreforts nord du Massif Central, caractérisée par un air sec en été et un bon ensoleillement.
Pour la période 1971-2000, la température annuelle moyenne est de 10,9 °C, avec une amplitude thermique annuelle de 16,6 °C. Le cumul annuel moyen de précipitations est de 834 mm, avec 11,9 jours de précipitations en janvier et 7,4 jours en juillet. Pour la période 1991-2020, la température moyenne annuelle observée sur la station météorologique de Météo-France la plus proche, « Saint-Didier_sapc », sur la commune de Saint-Didier-en-Donjon à 4 km à vol d'oiseau, est de 11,5 °C et le cumul annuel moyen de précipitations est de 762,6 mm,. Pour l'avenir, les paramètres climatiques de la commune estimés pour 2050 selon différents scénarios d'émission de gaz à effet de serre sont consultables sur un site dédié publié par Météo-France en novembre 2022.

## Urbanisme

### Typologie
Au 1er janvier 2024, Le Pin est catégorisée commune rurale à habitat dispersé, selon la nouvelle grille communale de densité à 7 niveaux définie par l'Insee en 2022.
Elle est située hors unité urbaine et hors attraction des villes,.

### Occupation des sols

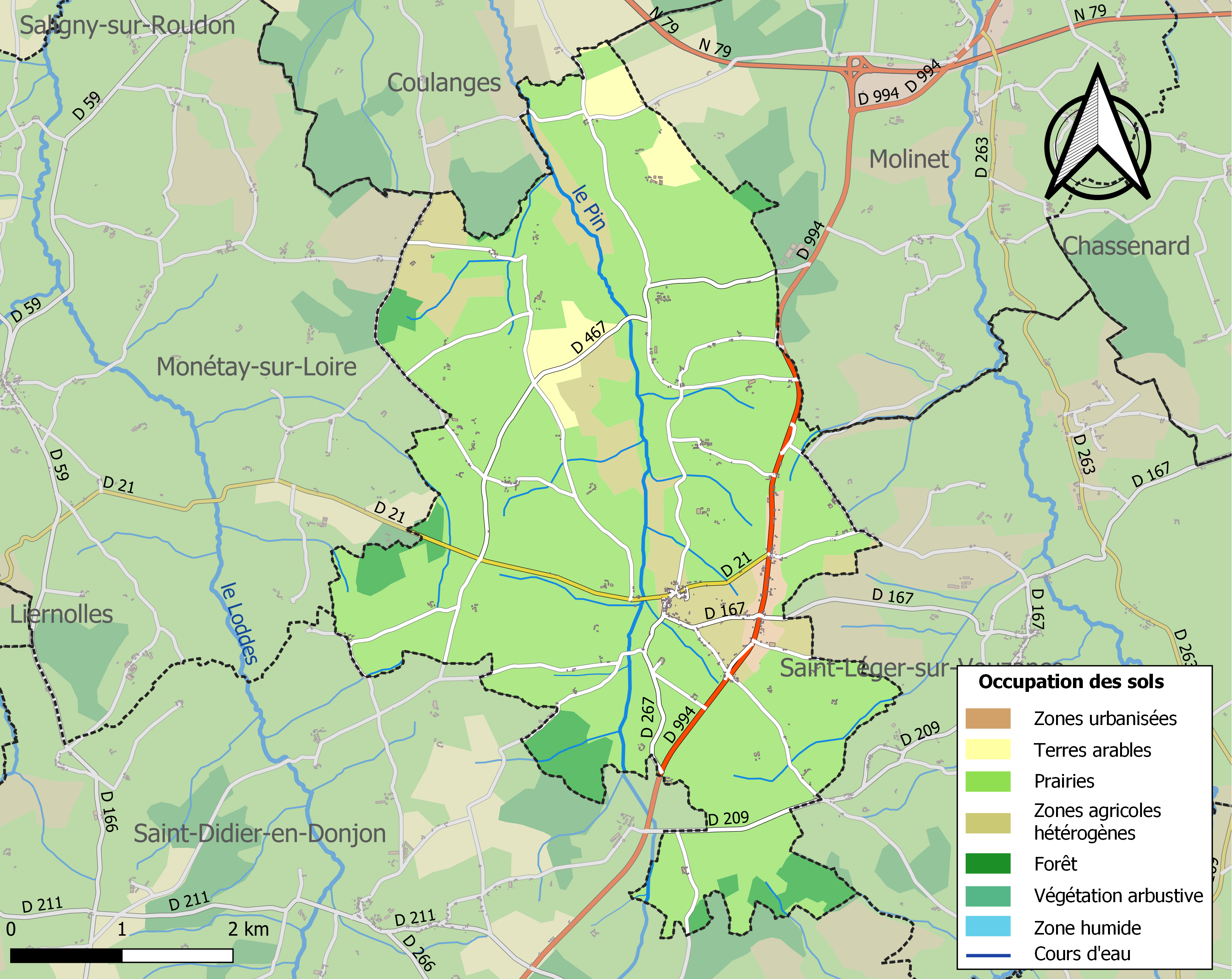
Carte des infrastructures et de l'occupation des sols de la commune en 2018 (CLC).

L'occupation des sols de la commune, telle qu'elle ressort de la base de données européenne d’occupation biophysique des sols Corine Land Cover (CLC), est marquée par l'importance des territoires agricoles (93,1 % en 2018), une proportion sensiblement équivalente à celle de 1990 (92,9 %). La répartition détaillée en 2018 est la suivante : prairies (78,8 %), zones agricoles hétérogènes (10,5 %), forêts (5,4 %), terres arables (3,8 %), zones urbanisées (1,5 %).
L'IGN met par ailleurs à disposition un outil en ligne permettant de comparer l'évolution dans le temps de l'occupation des sols de la commune (ou de territoires à des échelles différentes). Plusieurs époques sont accessibles sous forme de cartes ou photos aériennes : la carte de Cassini (XVIIIe siècle), la carte d'état-major (1820-1866) et la période actuelle (1950 à aujourd'hui).

### Logement
En 2013, le nombre total de logements dans la commune était de 228.
Parmi ces logements, 78,3 % étaient des résidences principales, 4,7 % des résidences secondaires et 17,1 % des logements vacants.
La part des ménages propriétaires de leur résidence principale s’élevait à 68,7 %.

## Histoire
XIIIe siècle : la paroisse est rattachée au diocèse d'Autun.

## Politique et administration
| Période                                  | Période                       | Identité      | Étiquette | Qualité                   |
| ---------------------------------------- | ----------------------------- | ------------- | --------- | ------------------------- |
| Les données manquantes sont à compléter. |                               |               |           |                           |
| mars 2001                                | ? (démission)                 | Alain Decerle | DVG       | Entrepreneur en bâtiments |
| 16 février 2024                          | En cours (au 26 juillet 2024) | Laetitia Vary |           |                           |

## Population et société

### Démographie
Les habitants de la commune sont appelés les Pinois et les Pinoises.
L'évolution du nombre d'habitants est connue à travers les recensements de la population effectués dans la commune depuis 1793. Pour les communes de moins de 10 000 habitants, une enquête de recensement portant sur toute la population est réalisée tous les cinq ans, les populations de référence des années intermédiaires étant quant à elles estimées par interpolation ou extrapolation. Pour la commune, le premier recensement exhaustif entrant dans le cadre du nouveau dispositif a été réalisé en 2004.

En 2022, la commune comptait 431 habitants, en évolution de +6,95 % par rapport à 2016 (Allier : −1,38 %, France hors Mayotte : +2,11 %).
| 1793 | 1800 | 1806 | 1821 | 1831 | 1836 | 1841 | 1846 | 1851 |
| ---- | ---- | ---- | ---- | ---- | ---- | ---- | ---- | ---- |
| 450  | 474  | 465  | 477  | 500  | 566  | 525  | 513  | 555  |

| 1856 | 1861 | 1866 | 1872 | 1876 | 1881 | 1886 | 1891 | 1896 |
| ---- | ---- | ---- | ---- | ---- | ---- | ---- | ---- | ---- |
| 587  | 629  | 656  | 701  | 692  | 676  | 695  | 702  | 698  |

| 1901 | 1906 | 1911 | 1921 | 1926 | 1931 | 1936 | 1946 | 1954 |
| ---- | ---- | ---- | ---- | ---- | ---- | ---- | ---- | ---- |
| 695  | 705  | 702  | 588  | 590  | 612  | 598  | 570  | 526  |

| 1962 | 1968 | 1975 | 1982 | 1990 | 1999 | 2004 | 2006 | 2009 |
| ---- | ---- | ---- | ---- | ---- | ---- | ---- | ---- | ---- |
| 530  | 539  | 502  | 458  | 413  | 381  | 371  | 368  | 388  |

| 2014 | 2019 | 2022 | - | - | - | - | - | - |
| ---- | ---- | ---- | - | - | - | - | - | - |
| 403  | 423  | 431  | - | - | - | - | - | - |

## Économie

### Revenus de la population et fiscalité
Le nombre de ménages fiscaux en 2013 était de 174 représentant 400 personnes et la  médiane du revenu disponible par unité de consommation  de 16 220 €.

### Emploi
En 2014, le nombre total d'emplois dans la zone était de 70, occupant 148 actifs résidants (salariés et non-salariés).
Le taux d'activité de la population âgée de 15 à 64 ans s'élevait à 78 % contre un taux de chômage de 16,9 %.

### Entreprises et commerces
En 2015, le nombre d'établissements actifs était de vingt-huit dont onze dans l'agriculture-sylviculture-pêche, un  dans l'industrie, six dans la construction, huit dans le commerce-transports-services divers et deux étaient relatifs au secteur administratif.
Cette même année, aucune entreprise n'a été créée.

## Culture locale et patrimoine

### Lieux et monuments

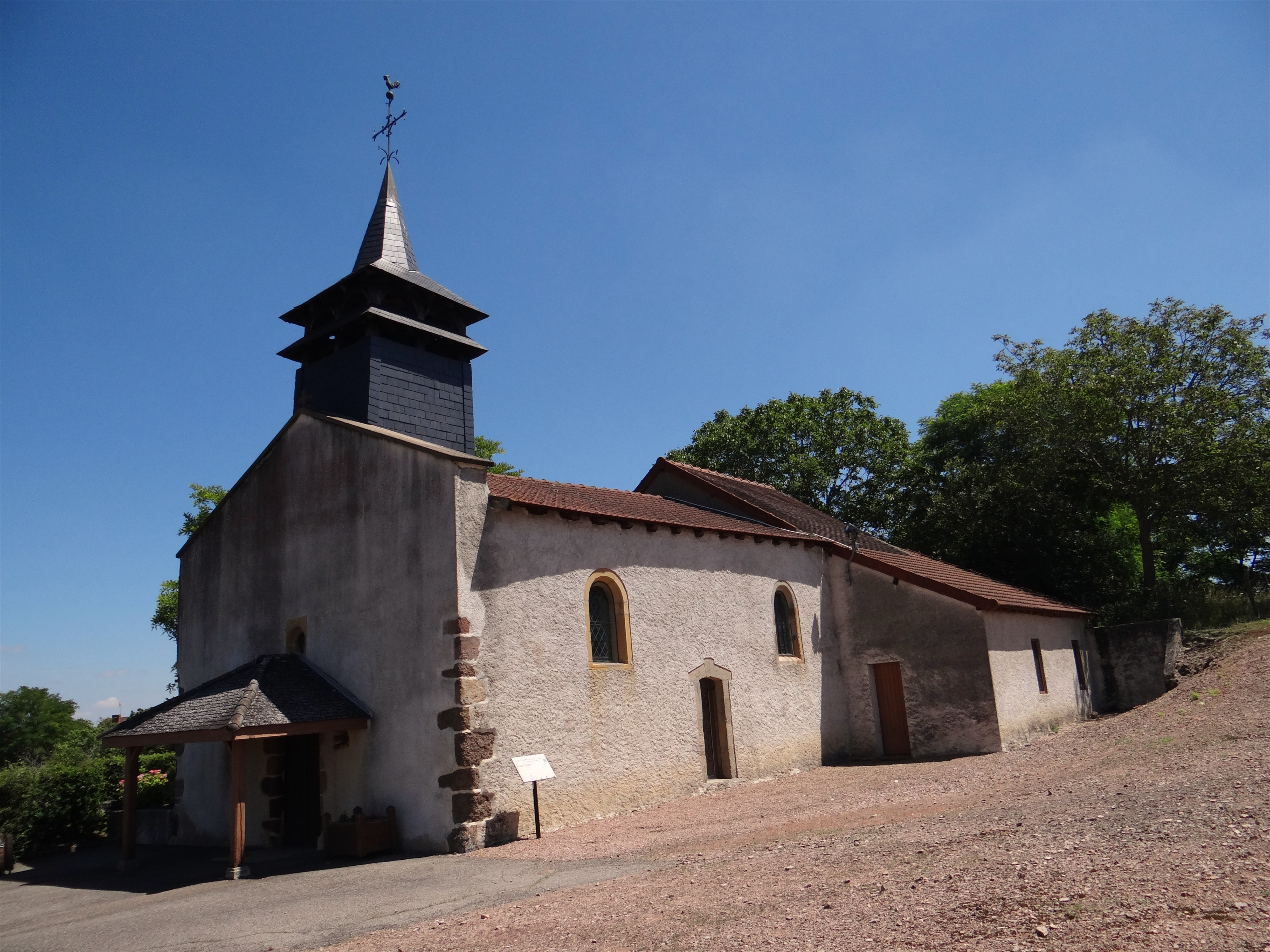
Église Saint-Christophe.

- Une imposante motte castrale avec basse-cour, sur laquelle est implantée l'église (et, autrefois, le cimetière)[23].
- L'église Saint-Christophe du Pin, édifice qui, a priori, est d'époque romane (à l'exception des baies, de la sacristie et du clocher reconstruits aux XIXe et XXe siècles)[24].